# 운수 좋은 날
〈운수 좋은 날〉은 현진건이 1924년 6월 《개벽》에 발표한 사실주의 단편 소설이다. 조선 민중들의 비참한 삶을 있는 그대로 묘사했다. 대한민국의 중학교 2학년 교과서 4에 수록되어 있으며, 뮤지컬로 만들어지기도 했다. 일본의 민족학교 수업에서도 이 소설을 가르친다

## 줄거리
동소문 안에서 인력거꾼으로 살아가는 김첨지가 주인공이다. 열흘 넘게 돈구경도 하지 못한 김첨지는 어느 날 몸이 아프다고 말하며 나가지 말라는 아내를 거칠게 뿌리치고 일을 하기 위해 집을 나선다. 평소와는 달리 많은 손님을 받아 큰 돈을 벌게 된다. 하지만 그는 일을 하는 내내 불안감에 시달린다. 돈을 벌었지만 집에 들어가기가 불편한 그는 선술집에서 친구 치삼을 만나 그를 붙잡고 같이 술을 마신다.
평소 설렁탕 국을 먹고 싶어 했던 아내를 위해  설렁탕을 사 들고 집에 들어서는데 아내의 기침소리가 들리지 않는다. 방안에 들어가 보니 아내는 이미 죽어 있었다. 김첨지는 아내가 죽은 것을 확인하자 유명한 대사인 '이 계집애야, 왜 설렁탕을 사왔는데 먹질 못하냐'라면서 절규한다.

## 문학적 의미
〈운수 좋은 날〉은 현진건의 대표적인 단편소설로 꼽힌다.
작가가 이 작품을 기점으로 사상이 크게 변했다는 점에서도 그렇다. 이 소설 이전에는 지식인 중심의 자전적 소설을 주로 썼지만, 이 소설 이후로는 식민지의 현실을 직시하며 최대 피해자인 민중의 운명을 추구하는 작품을 만들기 시작했다.

## 영상화
- 2014년, 안재훈 감독에 의해 애니메이션 영화로 제작되었다. 극장 개봉명은 《메밀꽃, 운수 좋은 날, 그리고 봄봄》이다.